# Rabiṣu
Dans la mythologie mésopotamienne, le nom Rabiṣu, Rabiçu, ou Rabitsu désigne une catégorie d'esprits malveillants. Ils étaient censés se tapir dans les endroits sombres, les lieux déserts, le bord des routes et l'entrée des  maisons, guettant, prêt à fondre sur leur victime. Le simple fait de ressentir leur présence, provoquait la chair de poule. 
On retrouve le Rabiṣu chez les Hébreux sous le nom de Robets, Robeç ou Robeṣ (רבץ, littéralement, « celui qui se tapit »). Dans Genèse 4,7 le péché de Caïn est dit רבץ, robets, c'est-à-dire tapi sur le seuil de sa porte.
En Égypte au XIVe siècle av. J.-C., le terme Rabiṣu désignait les fonctionnaires envoyés par le pharaon à ses états vassaux du Pays de Canaan pour imposer la domination égyptienne.